# 卢国懿
卢国懿（1964年1月—），男，汉族，山东昌邑人，中华人民共和国政治人物。曾任华夏银行副行长。现任中国致公党中央委员会副主席。